# Magnus Carlsen Invitational
Magnus Carlsen Invitational — онлайн-турнир по шахматам, который проходил с 18 апреля по 3 мая 2020 года. Помимо чемпиона мира по шахматам Магнуса Карлсена, который организовал турнир, участвовали Фабиано Каруана, Дин Лижэнь, Фирузджа Алиреза, Аниш Гири, Хикару Накамура, Ян Непомнящий и Максим Вашье-Лаграв. Турнир привлёк внимание средств массовой информации как одно из немногих спортивных событий во время пандемии COVID-19.
Турнир был организован в виде серии мини-матчей, состоящих из четырёх игр в быстрые шахматы, при необходимости, с последующими двумя раундами блиц-шахмат (только полуфинал и финал), и при дальнейшей необходимости, с последующим тай-брейком (армагеддон).
Игра проводилась на технической площадке Chess24.com, комментировали матч Ян Густафссон, Пётр Свидлер и Лоуренс Трент.
Победителем стал организатор турнира, действующий чемпион мира по шахматам.